# 大埔 (新北市)
大埔，是臺灣新北市三峽區的一個地名，位於該區西北部三峽河中游西岸一帶。以行政區而言，範圍大致包括大埔里不含最南端及西北部凸出部分及最北端、二鬮里東半部。

## 歷史
台灣清治末期，大埔地區為一街庄，稱為「大埔庄」，隸屬於海山堡。該庄昔日東隔三峽河與礁溪庄、十三添庄為界，南邊為蕃地，西邊為烏塗窟庄、山員潭仔庄，北邊為福德坑庄、蔴園庄。
1901年（日治明治三十四年）11月，該庄隸屬於桃園廳，編入第十九區。1905年（明治三十八年）7月，第十九區改稱「三角湧區」。1920年（大正九年），該庄改制為「大埔」大字，隸屬於臺北州海山郡三峽街，大字下有「大埔」、「五鬮」、「二鬮」、「柑子樹腳」、「十八分」、「圳子頭」小字名。
戰後三峽街改制為三峽鎮，隸屬於臺北縣，大字亦改制為里。2010年12月，臺北縣升格為新北市，三峽鎮改制為三峽區。

## 交通
省道台3線（中正路二段、三段）經過大埔地區北部，往西可前往大溪、龍潭、關西等地；往東轉北可前往三峽市區、土城、板橋、臺北等地。
省道台7乙線起點位於本地區（大埔路）省道台3線路口，往南轉西南可前往三民接上省道台7線（北部橫貫公路）主線。

## 學校
- 明德高中
- 大埔國小